# Салћа Халас
Салћа Халас (пољ. Salcia Hałas; Пшемисл, 1973) пољска је уметница, књижевница и активисткиња. Пише под псеудонимом и о њој се зна само онолико колико изјави у интервјуима. Бави се уличном уметношћу и баштованством. До сада је објавила два књижевна дела и оба су номинована за престижне пољске књижевне награде.

## Биографија
Салћа Халас рођена је 1973. године у Пшемислу, а данас живи у Гдињи, у околини Гдањска. O њој се зна само онолико колико изјави у интервјуима, а у својој биографији пише: „Имам дете, човека, пса, кучку и две чинчиле“. Завршила полонистику. Бави се позоришним пројектима и уметничким радионицама које имају за циљ ревитализацију запуштених градских квартова, а такође је и волонтер у друштвеном центру. Оба њена до сада објављена романа као тему имају управо такве квартове и живот људи у њима. У свом раду Салћа Халас фокусира се на књижевну слику живота заједнице и на изванредан начин прича приче обичних људи.

## Награде
- За свој први роман Печење за Амфу из 2016 освојила је престижну књижевну награду Гдиња 2017, и номинована је за награду „Витолд Гомбрович”.[2][6]
- Њен роман у стиху Потоп номинован је 2020. године за највећу пољску књижевну награду Нике.[7]